# Siagri (rei dels romans)

Mapa representant el regne de Siagri respecte als regnes germànics veïns.

Siagri (en llatí Syagrius) (~430 - 486) va ser el darrer governant romà de la Gàl·lia després de la caiguda de l'Imperi Romà el 476. Era fill d'Egidi que era governador romà de la Gàl·lia i al que succeí a la seva mort (464). Siagri heretà del seu pare com a patrimoni la ciutat i la diòcesi de Soissons, Belgica Secunda, Reims i Troyes, Beauvais i Amiens, s'haurien sotmès naturalment i després de la caiguda de Roma, hauria regnat amb el títol de “rei dels Romans”.
Com a romà havia estat educat en els estudis liberals de la retòrica i la jurisprudència; però utilitzà per accident i tàctica en l'ús familiar l'idioma germànic. Els bàrbars independents recorrien al judici d'un estranger qui posseïa el talent singular, en la seva llengua nativa, els dictats de la raó i l'equitat. La diligència i afabilitat del seu judici l'haurien fet popular, els judicis imparcials dels seus decrets obtingueren la seva obediència voluntària, i el regnat de Siagri sobre els francs i burgundis semblava reviure la institució original de la societat civil.
Enmig d'aquesta pacífiques ocupació, Siagri rebé, i valentament va acceptar, el desafiament hostil de Clodoveu I, que reptà el seu rival a fixar el dia i el camp de batalla. En els temps de Juli Cèsar Soissons hagués aportat un cos de 50.000 cavalls i s'hauria organitzat un exèrcit dotat d'escuts, cuirasses i màquines de guerra, dels tres arsenals o factories de la ciutat. Però el coratge i el nombre de la joventut gal·la s'havien exhaurit i les febles bandes de voluntaris o mercenaris, que marxaren sota l'estendard de Siagri, foren incapaços de fer de contrincants contra el valor nacional dels francs. Després de la derrota a la batalla de Soissons contra Clodoveu, Siagri fugí a la cort visigòtica de Tolosa de Llenguadoc. La feble minoria d'Alaric II no podia assistit o protegir a l'infortunat fugitiu. Els gots foren intimidats per les amenaces de Clodoveu, i el rei romà, després d'un breu confinament, va ser lliurat a les mans del rei franc que l'executaria. Les ciutats de Bèlgica es rendiren al rei dels francs i el seu domini es va engrandir cap a l'est per l'ampla diòcesi de Tongres, que Clodoveu subduí en el seu desè any de regnat.